# Metrópolis del Centro
El territorio metropolitano del Centro es uno de las diez antiguos territorios metropolitanos de la Iglesia constitucional en Francia.
Creada por la constitución civil del clero en 1790, comprendía las ocho diócesis de los departamentos del Cher, de Loir-et-Cher, de Indre-et-Loire, de Vienne, de Indre, de Creuse, de Allier y de Nièvre.
Fue suprimida a consecuencia del concordato de 1801.

## Lista de los obispos constitucionales
- Pierre Anastase Torné, obispo de Cher;
- Michel-Joseph Dufraisse, obispo del Cher;
- François-Xavier Laurent, obispo de Allier;
- Antoine Butaud-Dupoux, obispo de Allier;
- Marc-Antoine Huguet, obispo de Creuse;
- René Héraudin, obispo de Indre;
- Pierre Suzor, obispo de Indre-et-Loire;
- Henri Grégoire, obispo de Loir-et-Cher ;
- Guillaume Tollet, obispo de Nièvre;
- René Lecesve, obispo de Vienne;
- Charles Montaut des Isles, obispo de Vienne.